# Trichura aurifera
Trichura aurifera là một loài bướm đêm thuộc phân họ Arctiinae, họ Erebidae.